# María Dolores Muñoz García
María Dolores Muñoz García, coneguda esportivament com Loli Sugar Muñoz, (Barcelona, 17 d'abril de 1976), és una matemàtica, funcionaria de presons, àrbitre de bàsquet i lluitadora de kick-boxing, boxa tailandesa i boxa. Va ser una de les millors boxejadores del món durant els primers anys del segle xxi.
Llicenciada en matemàtiques i màster en Economia, el 1999 debutà com a lluitadora de full-contact en representació del gimnàs KO Verdum. El 2008 va proclamar-se campiona del món de kick boxing, K-1 i full contact, a més del mundial de boxa tailandesa i el Mundo Hispano de boxa. També va aconseguir el subcampionat del trofeu Guants de Bronze de boxa francesa i va ser campiona ibèrica de full-contact. El 2013 va veure's involucrada amb un incident amb un mosso d'esquadra fora de servei, que la va agredir i ella s'hi va tornar. L'agent policial fou condemnat amb una multa econòmica per lesions i vexacions. Es va retirar de la competició el gener del 2016 amb un rècord personal de 12-17-3, amb 7 KO. En diverses ocasions va tenir problemes amb les decisions dels àrbitres i alguns analistes van considerar que actuaven en la seva contra. Entre els seus combats més emblemàtics hi ha els que va fer contra Areta Mastrodouka o Farida El Hadrati.